# Cantone di Guéret-Sud-Est
Il Cantone di Guéret-Sud-Est era una divisione amministrativa dell'arrondissement di Guéret.
A seguito della riforma approvata con decreto del 17 febbraio 2014, che ha avuto attuazione dopo le elezioni dipartimentali del 2015, è stato soppresso.

## Composizione
Comprendeva parte della città di Guéret e i comuni di:
- Saint-Laurent
- Sainte-Feyre
- La Saunière